# E. W. Bliss Company
E. W. Bliss Company war ein US-amerikanisches Unternehmen.

## Unternehmensgeschichte
Das Unternehmen wurde 1885 oder 1886 gegründet. Gründer war Eliphabet Williams Bliss (1836–1903). Der Sitz war in Brooklyn im US-Bundesstaat New York. Das Unternehmen war im Bereich Maschinenbau aktiv und stellte unter anderem Pressen her. 1906 entstanden Automobile. Der Markenname lautete Bliss. Harold E. Porter war der Konstrukteur. Im Januar 1906 wurden Fahrzeuge auf einer Automobilausstellung in New York präsentiert. Im Januar 1907 gab Bliss bekannt, dass die Fertigung Ende 1906 endete. Insgesamt entstanden zehn Fahrzeuge.
1969 kaufte die Gulf & Western Manufacturing Company das Unternehmen auf, was zu Umbenennungen und Aufteilungen führte. BCN Technical Services beruft sich auf Bliss als ein Vorgängerunternehmen.

## Fahrzeuge
Im Angebot stand nur ein Modell. Sein Vierzylindermotor mit T-Kopf hatte 6200 cm³ Hubraum und 30 PS. Die Motorleistung wurde über zwei Ketten an die Hinterachse übertragen. Das Fahrgestell hatte 290 cm Radstand. Der offene Tonneau bot Platz für fünf Personen. Andere Karosserieformen waren gegen Aufpreis erhältlich.